# Моллер, Александр Фёдорович
Александр Фёдорович фон Моллер (нем. Alexander Peter von Möller; 1796—1862) — генерал от инфантерии, начальник 3-й и 1-й гвардейских пехотных дивизий. Брат генерал-лейтенанта Фёдора Фёдоровича Моллера.

## Биография
Родился 22 декабря 1796 года в Rotsensalin.
С 13 июня 1809 года воспитывался в Морском кадетском корпусе; с 22 мая 1811 года — гардемарин. Был выпущен из корпуса 16 февраля 1812 года мичманом в Балтийский флот; 30 марта 1816 года произведён в лейтенанты. Тогда же он был переименован в поручики и назначен в лейб-гвардии Московский полк.
6 апреля 1824 года переведён в лейб-гвардии Егерский полк с производством в полковники и через год, 25 марта 1825 года переведён в лейб-гвардии Финляндский полк.
По показанию ряда декабристов, Моллер был членом Северного общества и знал о планах восстания, однако участвовать в нём отказался и 14 декабря с батальоном занимал караулы от Зимнего дворца до Адмиралтейства, находился при Николае I. На следующей день после восстания Моллер получил звание флигель-адъютанта. Тем не менее он был привлечён к следствию и некоторое время содержался под стражей, но 22 мая 1826 года император повелел проступки Моллера оставить без внимания.
В 1831 году Моллер принимал участие в подавлении восстания в Польше, был награждён за храбрость золотой полусаблей и орденом Св. Владимира 3-й степени; 6 октября 1831 года за отличия против поляков был произведён в генерал-майоры и назначен состоять при начальнике 3-й гвардейской пехотной дивизии; 15 августа следующего года назначен командиром 1-й бригады 2-й гренадерской дивизии; 2 апреля 1833 года получил в командование лейб-гвардии Егерский полк, в том же году 25 декабря за беспорочную выслугу 25 лет в офицерских чинах был награждён орденом Св. Георгия 4-й степени (№ 4771 по кавалерскому списку Григоровича — Степанова) и 1 января 1834 года утверждён в занимаемой должности, а 30 августа 1834 года был награждён орденом Св. Станислава 1-й степени.
Награждённый 6 декабря 1838 года орденом Св. Анны 1-й степени Моллер 16 апреля 1841 года был зачислен в Свиту Его Величества и 22 сентября назначен командующим 3-й гвардейской пехотной дивизией; 11 апреля 1843 года произведён в генерал-лейтенанты с утверждением в должности начальника дивизии. В 1843 году был награждён прусским орденом Красного орла 2-й степени с бриллиантовой звездой, 6 декабря 1845 года награждён орденом Св. Владимира 2-й степени, а 6 января 1846 года получил должность начальника 1-й гвардейской пехотной дивизии. На этой должности Моллер получил ордена Белого орла (6 декабря 1847 года) и Св. Александра Невского (4 декабря 1849 года).
4 мая 1855 года назначен помощником командира Отдельного корпуса внутренней стражи и 11 апреля 1861 года произведён в генералы от инфантерии.
Скончался в Санкт-Петербурге 27 июня (9 июля) 1862 года, был похоронен в Пскове в семейной усыпальнице.

## Семья
А. Ф. Моллер с 1836 года был женат на дочери сенатора Н. Н. Муравьёва и сестре графа Н. Н. Муравьёва-Амурского, Екатерине Николаевне. Брат Моллера, Фёдор, был генерал-лейтенантом, командовал 14-й пехотной дивизией и во время Крымской войны находился в Севастополе.